# 溪邊厝
溪邊厝，是台灣雲林縣古坑鄉北部的一個傳統地域名稱。相較於今日行政區，其範圍大致與東和村相近。

## 歷史
台灣清治末期至日治初期，溪邊厝地區為一街庄，稱為「溪邊厝庄」，隸屬於斗六堡。該庄輪廓呈西北—東南走向狹長形，西北與大崙庄、林仔頭庄、菜公庄為鄰，東北與新庄為鄰，東南邊為桶頭庄，西南邊為高林仔頭庄。
1901年（日治明治三十四年）11月，全台廢縣廳改設二十廳，該庄隸屬於斗六廳。1903年（明治三十六年）6月，該庄編入「菜公區」，隸屬於斗六廳。1909年（明治四十二年）10月，合併二十廳為十二廳，菜公區改隸屬於嘉義廳。1920年（大正九年），全台地方制度大改正，廢十二廳改設五州二廳，該庄改制為「溪邊厝」大字，隸屬於臺南州斗六郡古坑庄。
戰後古坑庄改制為古坑鄉，隸屬於臺南縣，大字亦改制為村。1950年10月，雲、嘉、南分治，古坑鄉改隸屬雲林縣。

## 聚落
本地區發展較早的聚落為溪邊厝（東和），在日治期初期的官方地圖上已有記載。此外，本地區尚有彎子、白蟻厝、龍吐舌仔等聚落。

## 交通
國道3號又稱「福爾摩沙高速公路」，是貫穿台灣西部的兩條縱向高速公路之一，大致以東北—西南走向蜿蜒經過溪邊厝地區中部偏西北地帶。境內未設交流道，北側最近的是省道台3線交會處的斗六交流道，南側最近的是縣道149甲線、縣道158甲線交會處合併設置的古坑交流道及其中間所夾省道台78線（東西向快速公路－台西古坑線）東側端點的古坑系統交流道。由此可快速前往台灣南北各地及雲林縣中、西部。
縣道149甲線是斗六至太和的道路，大致先以西北微北—東南微南走向由本地區西北部邊界入境後，至溪邊厝（東和）聚落西北郊轉東南微北，再轉南南東再繞彎道轉南再轉東南微南繞過聚落後直後以至出境；再以西北西—東南東走向由本地區中部偏東南地帶的南側邊界入境後，轉南微西經白蟻厝聚落，再繞大彎轉東南出境。由該道路西段西端向西北微北可前往菜公與林子頭交界地帶、林子頭並止於省道台3線路口；由東段東端向東南轉東北經三個髮夾彎後轉南南西再轉東南蜿蜒而行可前往高厝林子頭東南部、桶頭西南部、樟湖、草嶺、柯子林地區的太和並止於縣道169號路口；但樟湖境內部分路段目前無法通行，必須於桶頭地區改道縣道149號、縣道149乙線並於樟湖東部接回原線。
鄉道雲198線是大崙至東和（溪邊厝）的道路，其東側端點（終點）位於溪邊厝聚落北側的縣道149甲線路口。由此向西南經鄉道201線路口後出聚落續直行，經鄉道雲198-1線起點路口並出境後，轉西可前往大崙並止於省道台3線舊線（仁義路）路口。
鄉道雲198-1線是長安路至東和（溪邊厝）的道路，全線位於本地區境內，其西側端點（起點）位於溪邊厝西南郊本地區邊界處的鄉道雲198線路口。由此向東南轉東南東再轉東微北，可前往溪邊厝聚落中部偏西南並止於鄉道雲201線路口。
鄉道雲201線是東和（溪邊厝）至水碓的道路，其北側端點（起點）位於溪邊厝聚落西北郊的縣道149甲線路口。由此向東南微南進入聚落，至鄉道雲213線終點路口轉西南微南，至鄉道雲198-1線終點路口轉南南東，出境後轉南南西可前往高厝林子頭、水碓並止於縣道154乙線路口。
鄉道雲213線是湖山至東和（溪邊厝）的道路，其西南側端點（終點）位於溪邊厝聚落中央的鄉道雲201線路口。由此向北北東繞彎道轉東再繞彎道轉北北東蜿蜒而行，經縣道149甲線路口後出聚落，其後轉東北微南沿邊界行一段路後出境，可前往新庄、棋盤厝西北端、內林、咬狗並止於其西部偏北的鄉道雲218線路口。
鄉道雲215-1線是石坑至彎子的道路，其東南側端點位於本地區中部偏東南的縣道149甲線路口。由此向東北蜿蜓而行，經彎子轉東蜿蜓而行，甚後轉東北過石坑仔溪橋出境後，轉西北西蜿蜒而行可前往新庄地區中部偏西北並止於鄉道雲215線路口。

## 學校
- 東和國中
- 東和國小

## 景點
- 東和茄苳公